# Мішен-Гілл (Південна Дакота)
Мішен-Гілл (англ. Mission Hill) — місто (англ. town) в США, в окрузі Янктон штату Південна Дакота. Населення — 190 осіб (2020).

## Географія
Мішен-Гілл розташований за координатами 42°55′15″ пн. ш. 97°16′45″ зх. д. / 42.92083° пн. ш. 97.27917° зх. д. (42.920757, -97.279053).  За даними Бюро перепису населення США в 2010 році місто мало площу 0,85 км², уся площа — суходіл.

## Демографія
Згідно з переписом 2010 року, у місті мешкало 177 осіб у 69 домогосподарствах у складі 51 родини. Густота населення становила 208 осіб/км².  Було 77 помешкань (91/км²).
Расовий склад населення:
| - 98,3 % — білих - 1,1 % — корінних американців |

До двох чи більше рас належало 0,0 %. Частка іспаномовних становила 1,1 % від усіх жителів.
За віковим діапазоном населення розподілялося таким чином: 28,2 % — особи молодші 18 років, 58,8 % — особи у віці 18—64 років, 13,0 % — особи у віці 65 років та старші. Медіана віку мешканця становила 38,3 року. На 100 осіб жіночої статі у місті припадало 113,3 чоловіків;  на 100 жінок у віці від 18 років та старших — 104,8 чоловіків також старших 18 років.
Середній дохід на одне домашнє господарство  становив 58 901 долар США (медіана — 58 500), а середній дохід на одну сім'ю — 62 695 доларів (медіана — 60 313). За межею бідності перебувало 16,6 % осіб, у тому числі 24,2 % дітей у віці до 18 років та 17,5 % осіб у віці 65 років та старших.
Цивільне працевлаштоване населення становило 129 осіб. Основні галузі зайнятості: виробництво — 20,9 %, освіта, охорона здоров'я та соціальна допомога — 19,4 %, роздрібна торгівля — 14,7 %, фінанси, страхування та нерухомість — 11,6 %.